# Carlos Brujes
Carlos Brujes o Carlos de Brujas ( Brujas, Flandes, fecha indeterminada - Sevilla, 22 de diciembre de 1560) fue un maestro vidriero de origen flamenco que se trasladó a España a mediados del siglo XVI. El 8 de agosto de 1558 fue nombrado maestro vidriero de la Catedral de Sevilla.
Tras la muerte de Arnao de Flandes en 1557, continuó la labor que se encontraba muy avanzada de confeccionar las vidrieras de la Catedral se Sevilla, entre sus obligaciones se incluía no solo la realización de nuevos vitrales, sino la restauración y conservación de los ya existentes.
Sin embargo la duración de su actividad fue escasa, poco después del nombramiento fue detenido por la Inquisición bajo la acusación de luteranismo, y condenado a ser quemado en la hoguera en un Auto de fe junto a otros 12 reos. La costumbre era que los condenados fueran desposeídos de todos sus bienes y en el caso de los artistas que se procediera a la destrucción de todas obras. Brujes había finalizado en 1558 una espléndida vidriera que representaba la “Resurrección del Señor”, realizada para una ventana situada en el brazo norte del crucero de la Catedral de Sevilla por la que cobró 66.776 maravedíes, obra que no fue destruida y se ha conservado magníficamente hasta nuestros días como única representación de su arte. En ella se denota su concepto manierista de la imagen religiosa basado en una técnica más libre y en unos criterios figurativos más expresivos que los hasta entonces imperantes. En el centro se representa a Jesucristo resucitado con un manto rojo, rodeado por rayos de luz, sobre un fondo de nubes y cabezas de ángeles.